# Gianandrea Gropplero di Troppenburg
Gianandrea Gropplero di Troppenburg (Udine, 24 ottobre 1921 – 9 aprile 2008) è stato un aviatore, militare e partigiano italiano.

## Biografia
Nato a Udine, Gianandrea Gropplero di Troppenburg frequentava la facoltà di ingegneria presso l'Università di Bologna quando venne chiamato al servizio militare. Arruolato nella Regia Aeronautica come Aviere scelto nel luglio 1941, fu dapprima inviato al Centro di istruzione di Orvieto e successivamente trasferito alla Scuola di pilotaggio di Fano dove conseguì il brevetto di pilota militare e fu promosso Primo aviere A.U.
Frequentò, come sergente pilota il 2º Corso presso la Scuola Caccia di Gorizia annessa al 4º Stormo Caccia Terrestre. Dopo l'armistizio dell'8 settembre 1943 si recò a Roma, dove, in collegamento con il centro militare del Partito d'Azione compì le sue prime esperienze nella guerra di liberazione, soprattutto nella zona del reatino.
Dopo la liberazione della Capitale, accettò di andare in missione nel Friuli. Fu paracadutato da un Douglas C-47 Dakota il 9 aprile 1945 nei pressi di Lauzzana (Udine) insieme ad altri due compagni, e si diede subito da fare per organizzare un efficiente servizio di radiocollegamento con il Comando italiano e quello inglese. Trasferitosi a Buja, dove costituì la Brigata GL "Carlo Rosselli", fu successivamente ferito in combattimento, e catturato da soldati cosacchi che lo consegnarono alle SS. Subì duri interrogatori e torture ma non rivelò nulla. Fu condannato a morte, ma venne salvato in extremis dai suoi amici poco prima dell'esecuzione mediante fucilazione. Riuscì a fuggire e a nascondersi, e nessuno lo tradì nonostante la taglia di 75.000 Lire messa sulla sua testa; riprese così la lotta sino alla fine del conflitto.
A Bologna conobbe Adelaide Bonvicini (Massa Lombarda, 26 luglio 1925 - Bologna, 4 aprile 2015), attiva staffetta tra i partigiani. La coppia si sposò dopo la fine della guerra ed ebbe tre figli.

### Nel dopoguerra
Decorato con la Medaglia d'oro al valor militare a vivente, completò gli studi universitari a Bologna laureandosi in ingegneria.
Si dedicò all'attività professionale, lavorando in Spagna, Venezuela, Africa, e Messico. Verso la metà degli anni ottanta del XX secolo si diede ad attività di volontariato prestando la sua opera in India, dove realizzò acquedotti, cooperative, scuole per i ragazzi di strada del Deepa Nivas, ambulatori, ecc.
Per la sua attività nel 2004 fu insignito ad Udine del Premio "Città Fiera Solidarietà". Si spense il 9 aprile 2008.